# Пьядена
Пьядена (итал. Piadena) — коммуна в Италии, располагается в регионе Ломбардия, подчиняется административному центру Кремона.
Население составляет 3510 человек, плотность населения составляет 185 чел./км². Занимает площадь 19 км². Почтовый индекс — 26034. Телефонный код — 0375.
Покровителем коммуны почитается святой Паммахий, празднование 30 августа.